# 克讷兰格
克讷兰格（法語：Knœringue，法語發音：[knœʁɛ̃ɡ] ⓘ）是法国上莱茵省的一个市镇，位于该省东南部，属于米卢斯区。

## 地理
克讷兰格（47°33'49"N, 7°24'10"E）面积4.68 平方千米，位于法国大東部大區上莱茵省，该省份为法国东部内陆省份，是阿尔萨斯的一部分，今与下莱茵省组成了阿尔萨斯欧洲集体，其北临下莱茵省，西接孚日省，西南接贝尔福地区省，东侧沿莱茵河与德国相望，南与瑞士接壤。
与克讷兰格接壤的市镇（或旧市镇、城区）包括：贝伦茨维莱尔、朗斯帕克莱奥、米谢尔巴克莱奥、米埃斯帕克莱奥、米埃斯帕克。
克讷兰格的时区为UTC+01:00、UTC+02:00（夏令时）。

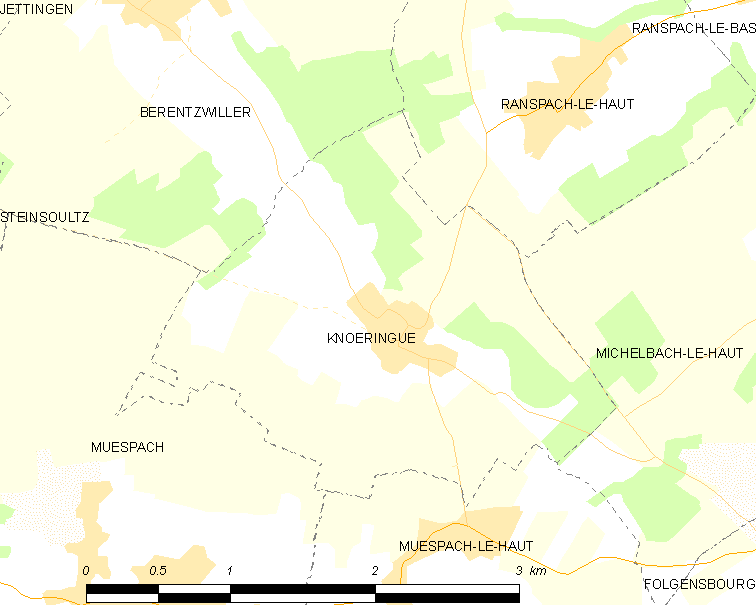
克讷兰格的OSM定位图

## 行政
克讷兰格的邮政编码为68220，INSEE市镇编码为68168。

## 政治
克讷兰格所属的省级选区为圣路易县 (法国)。

## 人口

1962-2008年间克讷兰格人口变化图示

克讷兰格于2022年1月1日时的人口数量为376人。